# باراديس (كاليفورنيا)
باراديس (بالإنجليزية: Paradise)‏ هي إحدى مدن مقاطعة بوتي، كاليفورنيا. تم إعطاءها لقب مدينة في 27 نوفمبر، 1979.

## التركيبة السكانية
حدّد مكتب تعداد الولايات المتحدة بيانات التركيبة السكانية لباراديس في تعداد الولايات المتحدة. في ما يلي، التركيبة السكانية حسب تعدادي 2000 و2010.

### تعداد عام 2000
بلغ عدد سكان باراديس 26,408 نسمة بحسب تعداد عام 2000، وبلغ عدد الأسر 11,591 أسرة وعدد العائلات 7,244 عائلة مقيمة في البلدة. في حين سجلت الكثافة السكانية 556.3 نسمة لكل كيلومتر مربع (1,440.8/ميل2). وبلغ عدد الوحدات السكنية 12,374 وحدة بمتوسط كثافة قدره 260.7 لكل كيلومتر مربع (675.2/ميل2).
وتوزع التركيب العرقي للبلدة بنسبة 93.73% من البيض و0.19% من الأمريكيين الأفارقة و1.07% من الأمريكيين الأصليين و1.04% من الأمريكيين ذوي الأصول الآسيوية و0.12% من سكان جزر المحيط الهادئ و1.21% من الأعراق الأخرى و2.64% من عرقين مختلطين أو أكثر و4.27% من الهسبانيون أو اللاتينيون من أي عرق.
بلغ عدد الأسر 11,591 أسرة كانت نسبة 25.3% منها لديها أطفال تحت سن الثامنة عشر تعيش معهم، وبلغت نسبة الأزواج القاطنين مع بعضهم البعض 48.7% من أصل المجموع الكلي للأسر، ونسبة 10.3% من الأسر كان لديها معيلات من الإناث دون وجود شريك، بينما كانت نسبة 3.5% من الأسر لديها معيلون من الذكور دون وجود شريكة وكانت نسبة 37.5% من غير العائلات. تألفت نسبة 32% من أصل جميع الأسر من عدة أفراد يعيشون في نفس المنزل ونسبة 18.1% كانت تتألف من شخص يعيش بمفرده يبلغ من العمر 65 عاماً أو أكثر. وبلغ متوسط حجم الأسرة المعيشية 2.22، أما متوسط حجم العائلات فبلغ 2.77.
بلغ العمر الوسطي للسكان 46.6 عاماً. وكانت نسبة 20.2% من القاطنين تحت سن الثامنة عشر، وكانت نسبة 5.9% بين الثامنة عشر والرابعة والعشرين عاماً، ونسبة 20.9% كانت واقعةً في الفئة العمرية ما بين الخامسة والعشرين والرابعة والأربعين عاماً، ونسبة 24.9% كانت ما بين الخامسة والأربعين والرابعة والستين، ونسبة 25.8% كانت ضمن فئة الخامسة والستين عاماً فما فوق. يوجد لكل 100 أنثى 88.1 ذكر، ويوجد لكل 100 أنثى في الثامنة عشر من عمرها فما فوق 84.6 ذكر.
بلغ متوسط دخل الأسرة في البلدة 31,863 دولارًا، أما متوسط دخل العائلة فبلغ 41,228 دولارًا. وكان متوسط دخل الذكور 35,419 دولارًا مقابل 25,231 دولارًا للإناث. وسجل دخل الفرد الخاص بالبلدة 19,267 دولارًا. وكانت نسبة 9.7% من العائلات ونسبة 12.4% من السكان تحت خط الفقر، وكان من هؤلاء نسبة 18.5% تحت سن الثامنة عشر ونسبة 6.7% في الخامسة والستين من العمر وما فوق.

### تعداد عام 2010
بلغ عدد سكان باراديس 26,218 نسمة بحسب تعداد عام 2010، وبلغ عدد الأسر 11,893 أسرة وعدد العائلات 7,046 عائلة مقيمة في البلدة. في حين سجلت الكثافة السكانية 552.3 نسمة لكل كيلومتر مربع (1,430.5/ميل2). وبلغ عدد الوحدات السكنية 12,981 وحدة بمتوسط كثافة قدره 273.5 لكل كيلومتر مربع (708.4/ميل2).
وتوزع التركيب العرقي للبلدة بنسبة 92.03% من البيض و0.43% من الأمريكيين الأفارقة و1.15% من الأمريكيين الأصليين و1.26% من الأمريكيين ذوي الأصول الآسيوية و0.09% من سكان جزر المحيط الهادئ و1.59% من الأعراق الأخرى و3.46% من عرقين مختلطين أو أكثر و7% من الهسبانيون أو اللاتينيون من أي عرق.
بلغ عدد الأسر 11,893 أسرة كانت نسبة 21.6% منها لديها أطفال تحت سن الثامنة عشر تعيش معهم، وبلغت نسبة الأزواج القاطنين مع بعضهم البعض 44% من أصل المجموع الكلي للأسر، ونسبة 11% من الأسر كان لديها معيلات من الإناث دون وجود شريك، بينما كانت نسبة 4.3% من الأسر لديها معيلون من الذكور دون وجود شريكة وكانت نسبة 40.8% من غير العائلات. تألفت نسبة 34% من أصل جميع الأسر من عدة أفراد يعيشون في نفس المنزل ونسبة 17.9% كانت تتألف من شخص يعيش بمفرده يبلغ من العمر 65 عاماً أو أكثر. وبلغ متوسط حجم الأسرة المعيشية 2.17، أما متوسط حجم العائلات فبلغ 2.73.
بلغ العمر الوسطي للسكان 50.2 عاماً. وكانت نسبة 17.2% من القاطنين تحت سن الثامنة عشر، وكانت نسبة 7.1% بين الثامنة عشر والرابعة والعشرين عاماً، ونسبة 18.4% كانت واقعةً في الفئة العمرية ما بين الخامسة والعشرين والرابعة والأربعين عاماً، ونسبة 32.3% كانت ما بين الخامسة والأربعين والرابعة والستين، ونسبة 25.1% كانت ضمن فئة الخامسة والستين عاماً فما فوق. وتوزع التركيب الجنسي للسكان بنسبة 47.5% ذكور و52.5% إناث.

## المناخ
يظهر الجدول التالي التغييرات المناخية على مدار السنة لباراديس:
| البيانات المناخية لـباراديس       | البيانات المناخية لـباراديس | البيانات المناخية لـباراديس | البيانات المناخية لـباراديس | البيانات المناخية لـباراديس | البيانات المناخية لـباراديس | البيانات المناخية لـباراديس | البيانات المناخية لـباراديس | البيانات المناخية لـباراديس | البيانات المناخية لـباراديس | البيانات المناخية لـباراديس | البيانات المناخية لـباراديس | البيانات المناخية لـباراديس | البيانات المناخية لـباراديس |
| الشهر                             | يناير                       | فبراير                      | مارس                        | أبريل                       | مايو                        | يونيو                       | يوليو                       | أغسطس                       | سبتمبر                      | أكتوبر                      | نوفمبر                      | ديسمبر                      | المعدل السنوي               |
| --------------------------------- | --------------------------- | --------------------------- | --------------------------- | --------------------------- | --------------------------- | --------------------------- | --------------------------- | --------------------------- | --------------------------- | --------------------------- | --------------------------- | --------------------------- | --------------------------- |
| الدرجة القصوى °ف (°م)             | 79 (26)                     | 81 (27)                     | 83 (28)                     | 90 (32)                     | 101 (38)                    | 106 (41)                    | 108 (42)                    | 113 (45)                    | 108 (42)                    | 100 (38)                    | 90 (32)                     | 79 (26)                     | 113 (45)                    |
| متوسط درجة الحرارة الكبرى °ف (°م) | 53.8 (12.1)                 | 56.5 (13.6)                 | 60.0 (15.6)                 | 66.0 (18.9)                 | 74.8 (23.8)                 | 84.1 (28.9)                 | 91.7 (33.2)                 | 90.5 (32.5)                 | 85.2 (29.6)                 | 74.2 (23.4)                 | 60.6 (15.9)                 | 53.8 (12.1)                 | 70.9 (21.6)                 |
| متوسط درجة الحرارة الصغرى °ف (°م) | 38.1 (3.4)                  | 40.4 (4.7)                  | 42.4 (5.8)                  | 45.8 (7.7)                  | 51.8 (11.0)                 | 58.7 (14.8)                 | 64.4 (18.0)                 | 63.4 (17.4)                 | 59.7 (15.4)                 | 52.3 (11.3)                 | 43.6 (6.4)                  | 38.1 (3.4)                  | 49.9 (9.9)                  |
| أدنى درجة حرارة °ف (°م)           | 18 (−8)                     | 17 (−8)                     | 25 (−4)                     | 23 (−5)                     | 32 (0)                      | 40 (4)                      | 42 (6)                      | 41 (5)                      | 38 (3)                      | 29 (−2)                     | 26 (−3)                     | 14 (−10)                    | 14 (−10)                    |
| الهطول إنش (مم)                   | 10.46 (266)                 | 9.07 (230)                  | 7.95 (202)                  | 4.09 (104)                  | 1.87 (47)                   | 0.7 (18)                    | 0.08 (2.0)                  | 0.23 (5.8)                  | 0.79 (20)                   | 3.13 (80)                   | 6.88 (175)                  | 9.58 (243)                  | 54.83 (1٬393)               |
| متوسط تساقط الثلوج إنش (سم)       | 1.1 (2.8)                   | 0.4 (1.0)                   | 0.3 (0.76)                  | 0 (0)                       | 0 (0)                       | 0 (0)                       | 0 (0)                       | 0 (0)                       | 0 (0)                       | 0 (0)                       | 0 (0)                       | 0.4 (1.0)                   | 2.2 (5.6)                   |
| متوسط أيام هطول الأمطار           | 12                          | 11                          | 12                          | 8                           | 5                           | 2                           | 0                           | 1                           | 2                           | 5                           | 10                          | 11                          | 79                          |
| المصدر: WRCC                      |                             |                             |                             |                             |                             |                             |                             |                             |                             |                             |                             |                             |                             |

## أعلام
- وارد والش
- كينيث ستريت جونيور
- إلمر روبنسون
- ميلدريد كولز
- إدوارد وينسلو غيفورد